# Euglossa samperi
Euglossa samperi är en biart som beskrevs av Martín J. Ramírez 2006. Euglossa samperi ingår i släktet Euglossa, tribus orkidébin, och familjen långtungebin. Inga underarter finns listade.